# واتانابه تسوروگی
واتانابه تسوروگی (انگلیسی: Tsurugi Watanabe؛ زادهٔ ۱۶ ژوئیهٔ ۱۹۹۶) هنرپیشه، سرگرمی اهل ژاپن است.